# Sitampiky
Sitampiky est une commune urbaine malgache située dans la partie sud-ouest de la région de Boeny.